# Gnathia mulieraria
Gnathia mulieraria är en kräftdjursart som beskrevs av Hale 1924. Gnathia mulieraria ingår i släktet Gnathia och familjen Gnathiidae. Inga underarter finns listade i Catalogue of Life.